# ラジェンドラ・マハト
ラジェンドラ・マハト (Rajendra Mahato) はネパールの政治家。プラチャンダ内閣の商業・供給大臣。マデシの地域政党・友愛党（Sadbhawana Party）党首。
1994年の総選挙でネパール友愛党から立候補したが、次点。1999年の総選挙では国民民主党のタパ前首相を破り、当選。
2007年、ネパール友愛党（アーナンディデビ派）を離脱し、独自の党を設立、後にこれが「友愛党」となる。2008年1月19日、暫定議会議員を辞任。
2008年4月10日、制憲議会選挙でサーラヒ第4選挙区で当選。
2008年8月31日、プラチャンダ内閣に商業・供給大臣として入閣。